# Koi suru tenshi Angelique
Koi suru tenshi Angelique (恋する天使 アンジェリーク, Koi suru tenshi Anjerīku) est une série anime japonaise diffusée en 2006 et 2007 en deux parties sous-titrées Kokoro no mezameru toki (心のめざめる時) et Kagayaki no ashita (かがやきの明日). 
C'est l'animation du Jeu vidéo otome Angelique Etoile.

## Description
Koi suru tenshi Angelique: Kokoro no mezameru toki (恋する天使 アンジェリーク 〜心のめざめる時〜) est une première série de treize épisodes, diffusée hebdomadairement du 8 juillet 2006 au 30 septembre 2006 sur diverses chaines japonaises dont Tokyo MX ; elle sera ensuite éditée en cinq DVD de deux à trois épisodes, puis en un coffret de cinq DVD.
Koi suru tenshi Angelique: Kagayaki no ashita (恋する天使 アンジェリーク 〜かがやきの明日〜) est une deuxième série de douze épisodes, diffusée ensuite de la même manière du 5 janvier 2007 au 23 mars 2007 ; elle sera aussi éditée en cinq DVD de un à trois épisodes, puis en un coffret réunissant les cinq DVD.
Un coffret unique de dix DVD, réunissant les deux coffrets des deux séries, sortira en 2010.
Les deux séries sont réalisées par Susumu Kudo et le studio d'animation Satelight pour la compagnie de production Koei, d'après les dessins de la mangaka Kairi Yura, avec les mêmes acteurs et personnages. Leurs génériques d'ouvertures sont interprétés par le groupe Granrodeo, et ceux de fin par 2Hearts (ja). De nombreux CD dérivés sortiront aussi, dont 19 character CD de chansons interprétées par chacun des seiyū doublant un des personnages principaux, et trois drama CD d'histoires contées par les acteurs de la série.
Leur histoire est adaptée de celle de la série de jeux vidéo Angelique, déjà déclinée précédemment en manga et en plusieurs séries anime au format OAV. Une autre série télévisée en deux parties dérivée de la franchise sera diffusée en 2008 : Neo Angelique Abyss.

## Histoire et contexte
Le système de l'univers
L'univers est gouverné par la reine. La reine ajuste et harmonise un univers en équilibrant les neuf éléments spirituels, appelés sacrea, avec l'aide des neuf gardiens de sacrea. Chaque gardien contrôle l'un des neuf sacrea. c'est-à-dire, sacrea de la lumière, de l'ombre, de la terre, du feu, de l'eau, de le rêve, de le vent, de l'acier et de la nature. Ainsi, il y a paix et harmonie dans l'univers.
La première partie de l'histoire :
L'univers Seijū est un univers nouvellement né. Angélique Collette est choisie pour être la 1re reine de cet univers. Elle travaille pour son univers presque seule. Et elle est fatiguée et devient incapable de maintenir l'univers. L'équilibre de sacrea est perdu et la crise a lieu dans son univers. La reine Collette envoie un message à la reine du Shinchō, lui demandant de l'aider ainsi que son univers.
La reine du Shinchō, Angélique Limoges, consulte son aide Rosalia et les neuf gardiens à propos de ce problème. Luva, le gardien de la terre, dit au prophète qu'il y a l'Etoile légendaire qui sauvera l'univers Seijū. Qui est l'Etoile Légendaire. Ils recherchent et trouvent une jeune fille Enju (Ange). Ils lui donnent pour mission de sauver l'univers Seijū. Ange reçoit chaque sacrea de l'un des neuf gardiens et apporte la sacrea dans l'univers de la Terre sainte du Seijū. Lorsqu'elle remplira suffisamment la Terre sainte du Seijū avec les neuf sacrea, la reine du Seijū se réveillera et elle retrouvera son pouvoir. L'univers Seijū est récupéré progressivement. Mais la reine Collette dort encore. Ange rencontre un homme, Arios, dans le palais gelé de l'univers Seijū. A cette époque, le destructeur de l'univers Seijū apparaît. C'est l'esprit de sacrea qui est la cause de l'obstruction au réveil de la reine. Ange se bat avec l'esprit de sacrea avec l'aide des neuf guadians et de la reine du Shinchō. L'esprit de sacrea est vaincu par le pouvoir combiné d'Ange et de ses compagnons, les neuf gardiens et la reine. L'esprit de sacrea dit "Je vais te séparer, Ange". Puis l'esprit de sacrea disparaît, et la reine de Seijū qui dort encore disparaît. Le couloir dimensionnel qui permet le va-et-vient entre l'univers du Shinchō et le Seijū est détruit. Ange est laissé seul dans la Terre sainte de l'univers Seijū.
La deuxième partie de l'histoire :

## Personnages
Le plan du conte
Il existe deux univers, l'univers Shinchō (神鳥, l'Oiseau divin) et l'univers Seijū (聖獣, la Bête sacrée). Chaque univers est gouverné par sa reine. L'univers Seijū est un univers né nouvellement. La première reine du Seijū, Angélique Collette, envoie un message à la reine du Shinchō que son univers est dans la crise de la ruine, et qu'elle a besoin d'aide pour sauver son univers. La reine du Shinchō, son aide Rosalia et les neuf Gardiens reconnaissent qu'ils ont besoin du pouvoir de l'Etoile Légendaire (伝説のエトワール, Densetsu no Etowāru) pour sauver l'univers Seijū,.
Liste des personnages,
| Nom                  | Rôle                      | Univers      | Origine   | Interprété par     |
| -------------------- | ------------------------- | ------------ | --------- | ------------------ |
| Ange (Énje)          | Étoile Légendaire         | deux univers | Shinchō   | Yōko Honna (en)    |
| Angélique Limoges    | Reine du Shinchō          | Shinchō      | Shinchō   | Yuri Shiratori     |
| Rosalia de Catargena | Aide de la reine Limoges  | Shinchō      | Shinchō   | Kotono Mitsuishi   |
| Julious              | Gardien de la lumière     | Shinchō      | Shinchō   | Sho Hayami         |
| Clavis               | Gardien de l'ombre        | Shinchō      | Shinchō   | Hideyuki Tanaka    |
| Luva                 | Gardien de la terre       | Shinchō      | Shinchō   | Toshihiko Seki     |
| Oscar                | Gardien du feu            | Shinchō      | Shinchō   | Ken'yū Horiuchi    |
| Lumiale              | Gardien de l'eau          | Shinchō      | Shinchō   | Nobuo Tobita       |
| Olivie               | Gardien du rêve           | Shinchō      | Shinchō   | Takehito Koyasu    |
| Randy                | Gardien du vent           | Shinchō      | Shinchō   | Nobutoshi Canna    |
| Zephel               | Gardien de l'acier        | Shinchō      | Shinchō   | Mitsuo Iwata       |
| Marcel               | Gardien de la nature      | Shinchō      | Shinchō   | Hiro Yūki          |
| Angélique Collette   | Reine du Seijū            | Seijū        | (Shinchō) | Yoko Asada         |
| Rachel Heart         | Aide de la reine Collette | Seijū        | (Shinchō) | Miki Nagasawa      |
| Leonard              | Gardien de la lumière     | Seijū        | Seijū     | Rikiya Koyama      |
| Francis              | Gardien de l'ombre        | Seijū        | Seijū     | Tomokazu Sugita    |
| Victor               | Gardien de la terre       | Seijū        | Shinchō   | Fumihiko Tachiki   |
| Charlie              | Gardien du feu            | Seijū        | Shinchō   | Mitsuaki Madono    |
| Timka                | Gardien de l'eau          | Seijū        | Shinchō   | Atsushi Kisaichi   |
| Mel                  | Gardien du rêve           | Seijū        | Shinchō   | Yumi Tōma          |
| Heuye                | Gardien du vent           | Seijū        | Seijū     | Daisuke Namikawa   |
| Ernst                | Gardien de l'acier        | Seijū        | Shinchō   | Toshiyuki Morikawa |
| Sei-lan              | Gardien de la nature      | Seijū        | Shinchō   | Tetsuya Iwanaga    |
| Arios                | L'ombre de la reine       | Seijū        | (Inconnu) | Ken Narita         |
| L'esprit de Sacrea   | Esprit de l'univers       | Seijū        | Seijū     | Akimitsu Takase    |
| Moïra                | Cœur cosmique d'Ange      | deux univers | (Inconnu) | Yōko Honna (en)    |

- Il y a trois femmes qui portent le nom d'Angélique à travers la série de jeux vidéo. La première est la 255e reine de l'univers quand Limoges est une candidate à la nouvelle reine (dans le jeu vidéo Angelique). La seconde est Angélique Limoges qui est choisie pour être la 256e reine de l'univers. La troisième est Angélique Collette qui est choisie pour être la 1re reine de l'univers nouvellement trouvé (dans le jeu vidéo Angelique Special 2). Plus tard (du jeu vidéo otome Angelique Etoile), l'univers de Limoges s'appelle l'univers Shinchō, et celui de Collette s'appelle l'univers Seijū.
- "Origine" : Certains personnages sont nés dans l'univers Shinchō, d'autres sont nés dans l'univers Seijū. Victor, Charlie, Timka, Mel, Ernst et Sei-lan ont un rôle différent dans l'univers Shinchō avant de devenir le gardien dans l'univers Seijū.

Le naissance des gardiens de l'univers Seijū (deuxième saison)
| Nom         | Rôle d’origine                            | Univers | Comme gardien | Episode |
| ----------- | ----------------------------------------- | ------- | ------------- | ------- |
| Heuye       | Garçon de la planète Jiiré                | Seijū   | du vent       | Ep. 02  |
| Leonard     | Barman dans la planète Branagan           | Seijū   | de la lumière | Ep. 03  |
| Francis     | Psychothérapeute de la planète Kirievire  | Seijū   | de l'ombre    | Ep. 04  |
| Ernst       | Chef de l'institut royal de recherche     | Shinchō | de l'acier    | Ep. 05  |
| Victor      | Général de l'armée royale expéditionnaire | Shinchō | de la terre   | Ep. 06  |
| Sei-lan     | Célèbre artiste (peintre)                 | Shinchō | de la nature  | Ep. 08  |
| Timka       | Jeune roi de la planète Hakua-kyū         | Shinchō | de l'eau      | Ep. 09  |
| Mel         | Diseuse de bonne aventure                 | Shinchō | du rêve       | Ep. 10  |
| Charlie Won | Général du grand conglomérat              | Shinchō | du feu        | Ep. 11  |

## Liste des épisodes

### Kokoro no mezameru toki
Première partie - Le temps où le cœur s'éveille,,:
| N  | Sous-titre                    | Sous-titre (ja)                        | Diffusion  |
| -- | ----------------------------- | -------------------------------------- | ---------- |
| 01 | Étoile Légendaire             | Densetsu no Etoile (伝説のエトワール)  | 2006-07-08 |
| 02 | Première fois en Terre sainte | Hajimete no seichi de (初めての聖地で) | 2006-07-15 |
| 03 | Sacrea sacrée                 | Seinaru sacrea (聖なるサクリア)        | 2006-07-22 |
| 04 | Petite pousse                 | Chiisana me (ちいさな芽)               | 2006-07-29 |
| 05 | Souvenir des ténèbres         | Yami no tsuioku (闇の追憶)             | 2006-08-05 |
| 06 | Vacances en Terre sainte      | Seichi no kyūjitsu (聖地の休日)        | 2006-08-12 |
| 07 | Source d'eau de la vie        | Inochi no izumi (命の泉)               | 2006-08-19 |
| 08 | Grand miracle                 | Ōi-naru kiseki (大いなる奇跡)          | 2006-08-26 |
| 09 | Porte de glace                | Kōri no tobira (氷の扉)                | 2006-09-02 |
| 10 | Sentiments oscillants         | Yureru omoi (揺れる想い)               | 2006-09-09 |
| 11 | Deux amours                   | Futatsu no ai (ふたつの愛)             | 2006-09-16 |
| 12 | Pendant l'errance             | Sasurai no naka de (さすらいのなかで)  | 2006-09-23 |
| 13 | Le temps de l'affrontement    | Taiketsu no toki (対決の時)            | 2006-09-30 |

### Kagayaki no ashita
Deuxième partie - Le brillant demain,, :
| N  | Sous-titre                    | Sous-titre (ja)                        | Diffusion  |
| -- | ----------------------------- | -------------------------------------- | ---------- |
| 01 | La nouvelle mission           | Arata na shimei (新たな使命)           | 2007-01-05 |
| 02 | Garçon du vent                | Kaze no shōnen (風の少年)              | 2007-01-12 |
| 03 | La planète sans lumières      | Hikari naki hoshi (光なき星)           | 2007-01-19 |
| 04 | Ville de lune brumeuse        | Oborozuki no machi (朧月の街)          | 2007-01-26 |
| 05 | Réunion                       | Saikai (再会)                          | 2007-02-02 |
| 06 | Des liens gardant les univers | Uchū wo mamoru kizuna (宇宙を護る絆)   | 2007-02-09 |
| 07 | Destin circulant              | Unmei wa meguru (運命はめぐる)         | 2007-02-16 |
| 08 | Amour et mission              | Koi to shimei to (恋と使命と)          | 2007-02-23 |
| 09 | Le jeune roi                  | Wakaki ō (若き王)                      | 2007-03-02 |
| 10 | Le neuvième gardien           | Kyūnin-me no shugosei (九人目の守護聖) | 2007-03-09 |
| 11 | Le dernier procès             | Saigo no shiren (最後の試練)           | 2007-03-16 |
| 12 | Au brillant demain            | Kagayakeru ashita e (輝ける明日へ)     | 2007-03-23 |

## Génériques
Série Kokoro no mezameru toki
- Début : Infinite Love, par Granrodeo
- Fin : Dearest You, par 2Hearts (ja)

Série Kagayaki no ashita
- Début : Dōkoku no ame (慟哭ノ雨?), par Granrodeo
- Fin : Yakusoku no chi e (約束の地へ?), par 2Hearts (ja)